# Nagypirit
Nagypirit är en ort (by) i provinsen Veszprém i västra Ungern. Orten har 221 invånare (2024), på en yta av 10,16 km². Den ligger cirka 27,5 kilometer nordväst om Ajka.